# Gabriels (gruppo musicale)
Gabriels è un gruppo musicale statunitense formatosi nel 2016. È costituito dai musicisti Jacob Lusk, Ryan Hope e Ari Balouzian.

## Storia del gruppo
Angels & Queens – Part I, primo album in studio del gruppo, è stato accolto positivamente dalla critica specializzata e ha fatto l'ingresso nella Official Albums Chart al 25º posto. Anche Angels & Queens – Part II è stato recensito in maniera positiva, ottenendo un punteggio pari a 83 sull'aggregatore di recensioni Metacritic, ed è entrato al 3º posto della graduatoria LP britannica.
Il gruppo è stato candidato ai BRIT Awards 2024 per il riconoscimento al miglior gruppo internazionale.

## Formazione
- Jacob Lusk – voce
- Ryan Hope
- Ari Balouzian

## Discografia

### Album in studio
- 2022 – Angels & Queens – Part I
- 2023 – Angels & Queens – Part II

### EP
- 2021 – Love and Hate in a Different Time
- 2021 – Bloodline
- 2023 – Live from London 2023

### Singoli
- 2018 – Loyalty
- 2022 – One and Only
- 2023 – Great Wind